# جورج كينغ
جورج كينغ (1840-1909) (بالإنجليزية: George King)‏ هو عالم نبات بريطاني.